# 台州路桥机场
州路桥机场，简称台州机场或路桥机场，是中国浙江省台州市路桥区的一座军民合用机场。机场由浙江省台州机场管理有限公司负责管理。
机场始建于1954年，在1987年由军用改为军民合用机场，是中华人民共和国第一家县级民航机场。因位于对台前线，是中華民國空軍高空侦巡、侦照的目标。至1990年，方才停止:153—155。2015年，机场一度因深圳航空9648号班机纵火事件而暂停运作约一个月，成为中华人民共和国史上第一个因安全问题被政府强制停运的机场。2018年，机场的每年客运吞吐量首次突破一百万人次。

## 历史

### 军用机场时期
台州路桥机场的前身是一座军用机场，称为路桥军用机场，由中国人民解放军海军航空兵在1954年开始兴建，1955年3月完工。当时路桥是隶属温州专区黄岩县的行政建制镇，而温州海陆交通不便，故此解放军在路桥修建机场，以应对战备需要。机场建设工程颇为艰巨，工地只有几条泥泞油滑的道路，而且大部分建材都只靠搬运工人用板车运载，造成板车因过度负重而陷入泥坑的问题，亦有搬运工人手脚受伤。温州地区发动了1100多名搬运工人参与兴建机场，其中温州市搬运公司就在1954年10月和1955年2月合共抽调了955名职工、230辆板车到路桥工作，68名工人在机场完工后获得人民功臣头衔。建成后的军用机场，主跑道长2500米，宽60米，配备滑行道端保险和侧保险道。

### 黄岩路桥机场时期
1962年，黄岩县划归台州地区，而路桥继续隶属黄岩县。随着台州地委、台州地区行政公署、黄岩县委、黄岩县政府申请建立黄岩民航站，路桥军用机场在1987年起改为军民合用机场，是全中国大陆首个县级军民合用地方航站，称为黄岩路桥机场。9月，经国务院、中央军委157号文件批准，路桥机场改为军民合用。有见及此，机场增建候机室，其他民航设施则在机场范围以外另行选址建设，同年10月24日建立民用航空站。在11月18日试航成功后，机场于12月2日正式通航。次年9月，建成候机室、食堂、停车场及水电配套设备，新建建筑物占地面积548平方米，投资30万元。黄岩路桥机场成为全国第一家县级民航机场。10月20日，中国人民解放军南京军区空军司令部399号文件批准了路桥机场的航线，为路桥机场每周三、五、日往返上海虹桥机场、杭州笕桥机场。原因是黄岩长途交通不便，而该地公路长途客运目标地，80%以上为杭州、上海，流量可观。11月8日，黄岩路桥机场试航上海虹桥-黄岩-杭州笕桥获得成功。12月2日，黄岩路桥机场民航正式通航，由民航山东管理局肖特360机型运营。
1985年4月起，中華民國空軍因政治因素停止进入中国大陆的日常侦照，仅「在必要时」实施。但对路桥机场仍有侦巡。1990年6月，解放军在路桥机场部署歼-8战斗机。7月20日，中華民國空軍以路桥机场为主目标、温州机场为副目标进行侦照。4架歼-8战斗机从路桥机场起飞拦截，双方险些发生空战。这亦成为中華民國空軍对路桥机场、温州机场进行的最后一次侦照:153—155。
1990年9月27日，浙江航空公司使用冲-8型飞机开通黄岩-广州航线。由于客源充足，1993年东航使用荷兰福克FK100和B737-200执行此航线。1994年4月30日，机场15855平方米的新停机坪建成，9月，机场滑行道、联络道道肩拓宽工程完工。11月10日，黄岩路桥机场新建7850平方米的候机楼启用。2000年，台州决定在市区范围内建设民航机场，但因种种原因最终搁浅。2001年1月，台州市替代黄岩区接管黄岩路桥机场，同时加挂台州市民航局牌子。

### 台州路桥机场时期
台州地区在1994年改为台州市，而路桥镇也改为路桥区，直接隶属台州市，而不再属于黄岩辖下，但黄岩路桥机场继续沿用这个名称。直到2008年12月23日，为了贯彻落实中国民用航空总局的《民用机场使用许可规定》，并配合台州民航发展需要、提升台州形象，黄岩路桥机场正式改名为“台州路桥机场”。因此，从北京时间该日凌晨零时起，在民航离港系统、订票系统、航空公司网络系统原有的往来黄岩航班中，到达或起始站名都改为“台州”。
2012年，台州路桥机场进行停航整修工程，暂停运作约四个月，以重新装修跑道、仪表着陆系统、气象台、候机大厅等多项设施，10月28日复航。
2015年7月26日，有乘客在台州路桥机场成功携带火种、刀具等管制物品上机，其后在飞机上试图纵火和毁坏设施，为深圳航空9648号班机纵火事件。这次事故暴露台州路桥机场的安检问题，引起广泛关注，故此机场一度被中国民用航空局华东地区管理局要求从7月29日起暂停运行，其后获准在9月6日复航，成为中华人民共和国有史以来首个因为安全隐患而强制停运的机场；此外，机场安检站站长、副站长和所有当班职工都因此遭到开除。媒体报道认为，纵火事件反映中国大陆中小规模机场长期亏损经营的问题，并指台州路桥机场亏损连年，一直依靠政府补贴来运营。
2017年，随着浙江省机场集团成立，台州路桥机场由独立运营改为隶属集团辖下。8月16日，台州市人民政府与浙江省机场集团签订《台州机场委托管理协议》，将台州机场委托交由浙江省机场集团有限公司管理经营。11月24日，浙江省台州机场管理有限公司正式注册成立。2018年11月24日，台州路桥机场的年客运吞吐量首次突破一百万人次。
2019年12月16日台州路桥机场进行改扩建工程，包括新建航站楼3.5万平方米，将新建一条平行滑行道及跑滑两端联络道，并新建航站楼及16个停机位及航管楼、塔台等功能配套设施，并把军用和民用航空得以独立分区运行，总投资估计达36.43亿人民币。台州机场改扩建项目成为军改后首个中央军委批复的军民合用机场项目。扩建完成后，台州机场将是全国首家军民航沿跑道两侧分开独立运行的机场。2024年8月20日、21日，台州路桥机场改扩建工程（第一批）通过民航华东局行业验收。2024年10月15日，成功实现所有单机调试的既定目标。2024年12月26日正式转场投运。

## 地理位置
台州路桥机场位于浙江省台州市路桥区空港大道1号，地处浙江东部沿海，天气复杂多变。春季受静止风影响，适合运输机低飞。夏季受高压控制，以晴热天为主，适应中、高空一般气象飞行，但常有雷雨和台风等恶劣天气干扰飞行。秋季冷暖空气交换，气象复杂，适合云中飞行。

## 设施布局

### 航站楼
机场航站楼采用二层前列式构型，建筑高度24米，最高点高度33.5米，地上二层、地下局部一层。地上一层主要为国内行李分拣厅和提取厅、国内远机位候机厅、远机位到达厅、国内迎客厅、贵宾厅、控制中心等；地上二层主要为值机大厅、安检区、候机厅、VIP休息室等；地下一层是停车场同时预留轨道交通换乘厅。

### 飞行区
机场飞行区设有南北走向的混凝土跑道和滑行道各一条，两者之间有编号为1至5的混凝土联络道和停机坪。此机场达到机场飞行区等级的4C级标准，满足波音737、空客A320等客机机型起飞和降落的技术要求。机场也设有引导灯、场界灯、跑道灯、禁止着陆灯，并自备一台10千瓦发电机组。

## 航班
2025年夏秋航季（3月30日至10月25日），机场开通运营航线27条，通航城市28座。
| 航空公司           | 航點                                              |
| ------------------ | ------------------------------------------------- |
| 中国国际航空（CA） | 北京/首都、北京/大興                              |
| 中国东方航空（MU） | 昆明、武汉、恩施、广州、西安、成都/天府（经武汉） |
| 中国南方航空（CZ） | 广州、揭阳、贵阳                                  |
| 中国联合航空（KN） | 佛山、石家庄                                      |
| 多彩贵州航空（GY） | 贵阳、成都/天府、宜宾                             |
| 深圳航空（ZH）     | 广州、深圳                                        |
| 华夏航空（G5）     | 重庆、荆州、珠海、青岛、徐州                      |
| 天津航空（GS）     | 惠州、天津、西安                                  |
| 山东航空（SC）     | 济南、海口                                        |
| 成都航空（EU）     | 宜昌、武汉、成都/双流（经武汉/宜昌）              |
| 海南航空（HU）     | 连云港、兰州（经连云港）                          |
| 重庆航空（OQ）     | 深圳、重庆、长沙                                  |
| 青岛航空（QW）     | 珠海、青岛                                        |
| 福州航空（FU）     | 哈尔滨、三亚                                      |